# 菅沼龍夫
菅沼 龍夫（すがぬま たつお、1948年 - ）は、日本の医師、医学者。専門は解剖学。宮崎大学学長などを歴任した。長野県飯田市出身。

## 経歴
- 1967年 長野県飯田高等学校 卒業
- 1973年 信州大学医学部医学科 卒業
- 1978年 信州大学大学院医学研究科博士課程 修了
- 1984年 鹿児島大学医学部 教授
- 1989年 宮崎医科大学医学部 教授
- 2003年 宮崎大学医学部 教授
- 2009年 宮崎大学 学長
- 2015年 宮崎大学学長 退任
- 2024年 瑞宝中綬章受章[2][3]